# Oil on Troubled Waters (film 1913)
Oil on Troubled Waters è un cortometraggio muto del 1913 diretto da Allan Dwan

## Produzione
Il film fu prodotto dall'American Film Manufacturing Company come Flying A.

## Distribuzione
Distribuito dalla Mutual Film, il film - un cortometraggio in due bobine - uscì nelle sale cinematografiche USA il 28 aprile 1913.